# Mistrzostwa Afryki w Wielobojach Lekkoatletycznych 1999
Mistrzostwa Afryki w wielobojach lekkoatletycznych 1999 – zawody lekkoatletyczne rozegrane w stolicy Algierii – Algierze.

## Rezultaty

### Mężczyźni
| Konkurencja:  | 1. miejsce      | Rezultat  | 2. miejsce       | Rezultat  | 3. miejsce  | Rezultat  |
| Dziesięciobój | Rédouane Youcef | 7375 pkt. | Christo Blignaut | 7347 pkt. | Amine Hafed | 7042 pkt. |

### Kobiety
| Konkurencja: | 1. miejsce          | Rezultat  | 2. miejsce         | Rezultat  | 3. miejsce    | Rezultat  |
| Siedmiobój   | Stéphanie Domaingue | 4857 pkt. | Fatima Zahra Dkouk | 4742 pkt. | Zahra Lachgar | 4715 pkt. |